# 損害保険
損害保険（そんがいほけん、英: general insurance, non-life insurance 、仏: assurance de dommages）とは、被保険利益に生じた欠損を保険金額の限度で補填する保険。略して損保（そんぽ）とも呼ばれる。

## 損害保険の本質
損害保険の本質には二つの考え方がある。
客観主義（絶対主義）
通説の客観主義では、被保険利益が保険契約の目的として成立・存続に必要な条件であるとし、損害保険とは被保険利益に生じた欠損を保険金額の限度で填補する保険であるとする。
主観主義（相対主義）
相対主義では、被保険利益に対する損害の填補は公序維持の政策的意味があるにすぎないとし、損害保険とは条件付金銭給付を内容とする保険であるとする。

## 損害保険の理論

### 講学上の損害保険
講学上、保険を保険契約の内容で分類すると損害保険と定額保険に分けられる。
損害保険は保険事故の発生により生じた損害を填補する保険である。一方、定額保険は保険事故の発生により損害の有無とは無関係に予め定められた一定額または年金を給付する保険である。損害保険にはモラル・ハザード防止のための利得禁止原則があり、損害の填補以上の保険給付が禁止されるが、定額保険の場合は、人の死亡など金銭的な評価が困難なことにより、利得禁止原則は該当せず、当事者間で約定した金額が給付される。

### 実定法上の損害保険
歴史的にみるとドイツやオーストリアでは損害保険、生命保険、傷害保険の3つに整理されてきた。
日本の保険法では損害保険、生命保険、傷害疾病定額保険の3つに分類されている。保険業に関しては、保険業法を根拠法とし、金融庁による監督を受ける。
後述のとおり共済など、保険業法以外の根拠法に基づき実施される損害保障もある。共済事業団体の監督官庁は、その根拠法によって様々である。なお、保険契約と同様に、共済事業団体が契約者と締結する共済契約にも保険法が適用される。

### 保険商品

#### ノンマリン分野
- 火災保険
  - 地震保険（単独加入は不可。必ず住宅火災保険などと併せて加入する）
  - 住宅火災保険
  - 住宅総合保険
  - 普通火災保険
  - 店舗総合保険
  - 団地保険
- 自動車保険
  - 自動車損害賠償責任保険（俗称・自賠責保険）
  - 任意自動車保険
- 自転車保険
  - TSマーク

- 傷害保険
  - 普通傷害保険
  - 家族傷害保険
  - ファミリー交通傷害保険
  - 国内旅行傷害保険
  - 海外旅行傷害保険
  - ゴルファー保険
- 所得補償保険
- 医療費用保険
- 介護費用保険
- 賠償責任保険
- 動産総合保険
  - ヨット・モーターボート総合保険
  - コンピュータ総合保険
- ペット保険

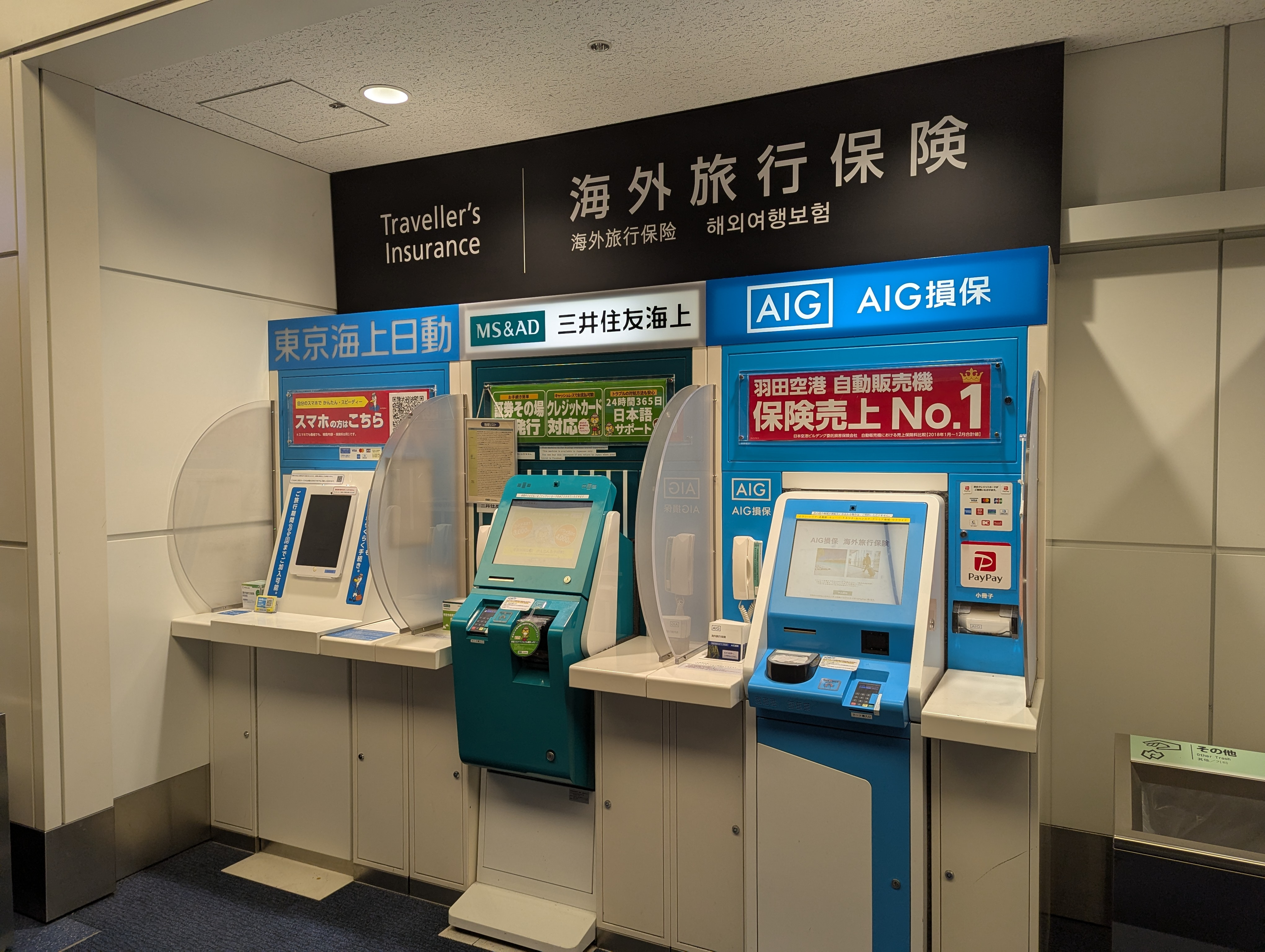
海外旅行保険自動販売機（羽田空港第三ターミナル）

- 自動車や家電製品などの延長保証（販売店自身のほか、外部の保険会社と契約して提供される場合がある）

#### マリン分野
- 海上保険
  - 船舶保険
  - 運送保険
  - 貨物保険

## 損害保険会社の一覧
日本では保険業法第7条により、損害保険会社は商号中に内閣府令（保険業法施行規則、平成8年大蔵省令第5号）で定めた文字を入れなければならない。具体的には次の通りである（施行規則第13条2項）。
- 火災保険
- 海上保険
- 傷害保険
- 自動車保険
- 再保険
- 損害保険

### 日本損害保険協会加盟会社
大手損保会社
- 東京海上ホールディングス
  - 東京海上日動火災保険（2004年10月、東京海上火災と日動火災海上が合併）
  - 日新火災海上保険（2006年9月、完全子会社化）
  - イーデザイン損害保険（2009年1月、NTTファイナンスとの共同出資により設立）
- MS&ADインシュアランスグループホールディングス
  - 三井住友海上火災保険（2001年10月、三井海上火災と住友海上火災が合併）
  - あいおいニッセイ同和損害保険（2010年10月、あいおい損害保険とニッセイ同和損害保険が合併）
  - 三井ダイレクト損害保険（2000年6月に営業開始。個人向け自動車保険が主力
- SOMPOホールディングス
  - 損害保険ジャパン（2014年9月、損害保険ジャパンと日本興亜損害保険が合併、損害保険ジャパン日本興亜となる。2020年4月に損害保険ジャパンに名称変更）
  - SOMPOダイレクト損害保険（旧：オールステート自動車・火災保険→セゾン自動車火災保険。クレディセゾンとの共同出資だった）
- 上記太字の東京海上日動火災保険、三井住友海上火災保険、損害保険ジャパン、あいおいニッセイ同和損害保険は日本の損保大手4社(4大損害保険会社)と言われる[6][7][8]。

中堅損保会社
- AIG損害保険（AIGグループ。2018年1月、AIU損害保険が富士火災を合併し商号変更）
- 明治安田損害保険（明治安田生命グループ。2005年4月に明治損害と安田ライフ損害が合併）
- 共栄火災海上保険（JA共済連が筆頭株主）
- 大同火災海上保険（沖縄県が地盤）
- 楽天損害保険（楽天グループ。旧：朝日火災海上保険。かつては野村ホールディングスの子会社）
- アクサ損害保険（アクサグループ）
- ソニー損害保険（ソニーグループ。ソニーフィナンシャルホールディングスの子会社）
- キャピタル損害保険（三菱UFJフィナンシャル・グループ。旧：ユナム・ジャパン傷害保険→日立キャピタル損害保険。2004年1月、日立キャピタル（現在の三菱HCキャピタル）と損害保険ジャパンが共同出資）
- セコム損害保険（セコムグループ。旧：東洋海上火災→セコム東洋損害）
- ジェイアイ傷害火災保険（1989年7月、JTBとAIGの共同出資で設立。旧：ジャパン・インターナショナル傷害火災保険。海外旅行保険が主力）

新興損保会社（2000年以降設立）
- エイチ・エス損害保険（2005年5月、H.I.S.と澤田ホールディングスの共同出資で設立。海外旅行保険が主力）
- SBI損害保険（SBIホールディングスとあいおいニッセイ同和損害保険、ソフトバンクが共同出資、2008年1月営業開始）
- au損害保険（KDDIとあいおいニッセイ同和損害保険が共同出資、2011年5月営業開始）
- アニコム損害保険（アニコム ホールディングスの中核会社。ペット保険が主力）
- アイペット損害保険（ドリームインキュベータが出資。ペット保険が主力）
- ペット&ファミリー損害保険（T&Dホールディングスの完全子会社。ペット保険が主力）

再保険会社
- トーア再保険（旧：東亜火災海上再保険。日本で唯一の総合再保険専門会社）
- 日本地震再保険（日本で唯一の地震再保険会社）

| グループ                                      | 正味収入保険料 | 当期純利益 |
| --------------------------------------------- | -------------- | ---------- |
| 東京海上ホールディングス                      | 35,647         | 2,841      |
| MS&ADインシュアランスグループホールディングス | 34,469         | 1,540      |
| SOMPOホールディングス                         | 28,547         | 1,398      |

### 外国損害保険協会加盟会社
国内の損害保険会社と同じく、金融庁から保険業法に基づく免許を取得している会社である。
- AIG損害保険（アメリカ合衆国）
- アメリカンホーム医療・損害保険（アメリカ合衆国）
- アリアンツ火災海上保険（ドイツ）
- アトラディウス信用保険（オランダ）
- カーディフ損害保険（フランス）
- Chubb損害保険（スイス）
- コファスジャパン信用保険（フランス）
- ユーラーヘルメス信用保険（ドイツ）
- ゼネラリ保険（イタリア）
- HDI Global 保険（ドイツ）
- 現代海上火災保険（韓国）
- ロイズ保険組合（イギリス）
- ミュンヘン再保険（ドイツ）
- ニューインディア保険（インド）
- アールジーエー再保険（アメリカ合衆国）
- スター保険（アメリカ合衆国）
- スイス再保険（スイス）
- スイス損害保険（ルクセンブルク）
- トランスアトランティック再保険（アメリカ合衆国）
- チューリッヒ保険（スイス）

### その他の損害保険会社
- ダウム自動車保険（韓国）
- KB損害保険（韓国）

### 経営破綻し消滅した損害保険会社
- 第一火災海上保険

### 合併・移転により消滅した損害保険会社
- （東京海上日動火災保険）
  - 東京海上火災保険
  - 日動火災海上保険
- （損害保険ジャパン日本興亜）
  - 損害保険ジャパン
    - 安田火災海上保険
    - 日産火災海上保険
    - 第一ライフ損害保険
    - 大成火災海上保険 → 2002年12月、損害保険ジャパンに吸収合併

  - 日本興亜損害保険
    - 日本火災海上保険
    - 興亜火災海上保険
    - 太陽火災海上保険 → 2002年4月、日本興亜損害保険に吸収合併
- （セゾン自動車火災保険）
  - そんぽ24損害保険（旧：安田ライフダイレクト損害保険）
- （三井住友海上火災保険）
  - 三井海上火災保険（旧：大正海上火災保険）
  - 住友海上火災保険（旧：大阪住友海上火災保険）
  - 三井ライフ損害保険 → 2003年11月、三井住友海上火災保険に包括移転
  - スミセイ損害保険 → 2011年1月、三井住友海上火災保険に包括移転
- （あいおいニッセイ同和損害保険）
  - あいおい損害保険
    - 大東京火災海上保険
    - 千代田火災海上保険

  - ニッセイ同和損害保険
    - 同和火災海上保険
    - ニッセイ損害保険

  - アドリック損害保険 → 2011年6月、あいおいニッセイ同和損害保険に包括移転
- （明治安田損害保険）
  - 明治損害保険
  - 安田ライフ損害保険
- （AIG損害保険）
  - AIU損害保険
  - 富士火災海上保険

### 主な共済事業団体（共済事業は保険業法の適用外であるが、共済契約は保険法の適用を受ける。）
（共済の記事も参照）
- 全国共済農業協同組合連合会
  - 略称：全共連
  - 愛称：JA共済連
  - 事業名：JA共済
  - 記事：元受共済事業の他に、再共済事業（建物短期再共済）を実施している。
  - 根拠法：農業協同組合法
- 全国共済水産業協同組合連合会
  - 略称：共水連
  - 愛称：JF共水連
  - 事業名：JF共済
  - 根拠法：水産業協同組合法
- 全国労働者共済生活協同組合連合会
  - 略称：全労済
  - 愛称：こくみん共済 coop
  - 記事：元受共済事業の他に、再共済事業（火災再共済、慶弔再共済）を実施している。
  - 根拠法：消費生活協同組合法
- 日本再共済生活協同組合連合会
  - 略称：日本再共済連
  - 記事：再保険会社の同種となる国内唯一の再共済専門団体で、こくみん共済 coop グループ基本三法人の一つ。
  - 根拠法：消費生活協同組合法
- 全国生活協同組合連合会
  - 略称：全国生協連
  - 記事：公式サイトやディスクロージャー誌において「都道府県民共済グループ」と呼称する事例もある。
  - 根拠法：消費生活協同組合法
- 日本コープ共済生活協同組合連合会
  - 略称：コープ共済連
  - 事業名：CO･OP共済
  - 根拠法：消費生活協同組合法
- 全国共済生活協同組合連合会
  - 略称：全共連、生協全共連
  - 記事：元受共済事業の他に、再共済事業（火災共済再共済、交通災害共済再共済）を実施している。
  - 根拠法：消費生活協同組合法
- 全国電力生活協同組合連合会
  - 略称：全国電力生協連
  - 根拠法：消費生活協同組合法
- 全国自動車共済協同組合連合会
  - 略称：全自共
  - 記事：元受共済事業の他に、再共済事業（自動車共済、自賠責共済）を実施している。
  - 根拠法：中小企業等協同組合法
- 全国石油業共済協同組合連合会
  - 略称：全石連
  - 根拠法：中小企業等協同組合法
- 全国トラック交通共済協同組合連合会
  - 略称：交協連
  - 記事：元受共済事業の他に、再共済事業（対人賠償共済、対物賠償共済、自賠責共済）を実施している。
  - 根拠法：中小企業等協同組合法
- 全日本火災共済協同組合連合会
  - 略称：日火連
  - 記事：元受共済事業の他に、再共済事業（火災共済、自動車事故費用共済、所得補償共済、休業補償共済、中小企業者総合賠償責任共済）を実施している。
  - 根拠法：中小企業等協同組合法
- 公益財団法人日本中小企業福祉事業財団
  - 略称：日本フルハップ
  - 事業名：災害補償事業
  - 根拠法：中小事業主が行う事業に従事する者等の労働災害等に係る共済事業に関する法律
- 公益財団法人都道府県センター
  - 事業名：都道府県有物件災害共済事業（建物共済事業、機械損害共済事業）
  - 根拠法：地方自治法
- 公益社団法人全国市有物件災害共済会
  - 事業名：相互救済事業（建物総合損害共済事業、自動車損害共済事業）
  - 根拠法：地方自治法
- 一般財団法人全国自治協会
  - 事業名：災害共済事業（建物災害共済事業、自動車損害共済事業）
  - 根拠法：地方自治法
- 公益社団法人全国公営住宅火災共済機構
  - 事業名：住宅火災共済事業、復興建築助成事業、住宅災害見舞金交付事業
  - 根拠法：地方自治法
- 公益財団法人特別区協議会
  - 事業名：特別区有物件の損害の補てん事業（特別区有物件火災共済事業）
  - 根拠法：地方自治法

## 損害保険業界の不祥事

### 保険金等の不当な不払い
2005年9月27日、日本の損害保険会社の内の16社にて、保険金の大量不払いがあった事が発覚。その後の調査で保険金不払いが確認されたのは26社にまで達した。不払いは合計で約18万件、84億円に達し、不払いが確認された契約の大半が自動車保険の特約に集中していた。このため、金融庁がこの26社へ業務改善命令の行政処分を行った。その後、2006年8月11日から上記26社の再調査を実施したところ、さらなる大量の不払いがあったことが判明し、合計で約31万8000件、187億円分という結果になり、先の行政処分が全くの無意味に終わっていたことが明らかになった。
なお、損保業界の不払い問題はこれで終わらず、2006年6月の三井住友海上火災保険による第三分野保険での不払いが発表されたのを皮切りに、2006年11月には第三分野保険で不払いを行っていた損保会社は計14社にまで膨れ上がった。そして2007年3月14日には、そのうち10社が第三分野保険での多数の不適切な不払いを理由に金融庁より業務改善命令を受け、さらにそのうち6社は努力が不十分として業務停止命令を受けるに至った。
このように、不払い調査をしたその後に新たな不払いが大量発覚することが相次いだため、金融庁は2006年11月17日に不払いが発覚した損保26社に対して不払い調査のやり直し（通算3回目の不払い調査）を命じた。調査完了時期は保険会社により異なるが、2007年7月2日に損保26社全てでの調査が完了し、合計で約49万件、金額にしておよそ381億円という結果になった。
また、こうした不払い問題の全容が明らかになるにつれ、保険募集人（保険販売員、保険代理店など）による商品販売時の不適正行為が不払いの原因となった事案も目立つようになった。これを受けて、募集人資格を設けている日本損害保険協会は、こうした状況を是正し募集人の法令遵守への意識を高めるために、2008年4月から募集人資格に更新制度を取り入れる方針を固めた（それまでの募集人資格は、基本的に一度取得すれば無期限で有効なものである）。
多数の保険会社で次から次へと不払いが発覚してしまうという、まさに異常な状態となってしまった損保業界であるが、これは「商品の販売だけを最重要視し、後の保障や既契約者のことは二の次三の次」といった営業・利益最優先の体制によって、既存の顧客を軽視していたために引き起こされてしまった当然の結果であり、損保業界への社会からの信用が急速に薄らいだ。なお、各損保会社はこの件に対して、商品の複雑化に伴うシステムチェック機能の甘さおよび伝達の遅れといった内部管理の杜撰さが原因と弁明している。

### 保険料取りすぎ問題
2×4（ツーバイフォー）工法によって建築された建造物は、一般の木造建築物よりも耐火性能に優れているため、その分火災保険に対する保険料の割引が適用される。しかし2006年12月10日には損保大手6社にて、この割引を適用せず保険料を過徴収していた事例があったことが明らかになり、問題化した。
当初は火災保険のみの問題、すなわち「火災保険料取り過ぎ」と見られていたが、その後の調査で地震保険や自動車保険、その他傷害保険等でも同様の取り過ぎ行為を行っていることが判明した。

### 保険金詐欺との関連
この事件が起きた後、保険会社による保険金支払い基準が一時的に緩くなった。不払いを恐れるがあまり、モラルリスク案件と疑われるものでも保険金支払いが比較的安易に行われるようになってしまった。裁判に持ち込まれた案件でも、被保険者に有利な判決が続いた時期があった。しかし、原油高や不況によるアフターロス（契約期間偽装）、偽装事故、便乗案件等と疑われる事例が増え保険会社の損害率が増加するにつれて、保険会社側でも手間はかかっても事故に関して整合性を技術的に確認し、物的に立証できた案件については支払を拒否するなどコンプライアンスを維持しつつ自衛の手段を取らざるを得なくなってきている。本来、こういった手段を用いるのは請求額の多い案件が多く、保険金詐欺を狙ったプロによるもので手口も巧妙で立証が難しいものが多かったが、最近では一般の素人によるもので請求額も低いものが増えてきている。尚、保険会社では立証によって詐欺案件と断定できた場合は請求者に対して調査にかかった費用全額を請求すると共に、特に悪質な場合は警察に詐欺未遂で告訴することもある。また、裁判においても保険会社のこういった取り組みによって、物的証拠がきちんとしているケースにおいては偽装と判断される判例が増えてきている。